# Maurya-Reich

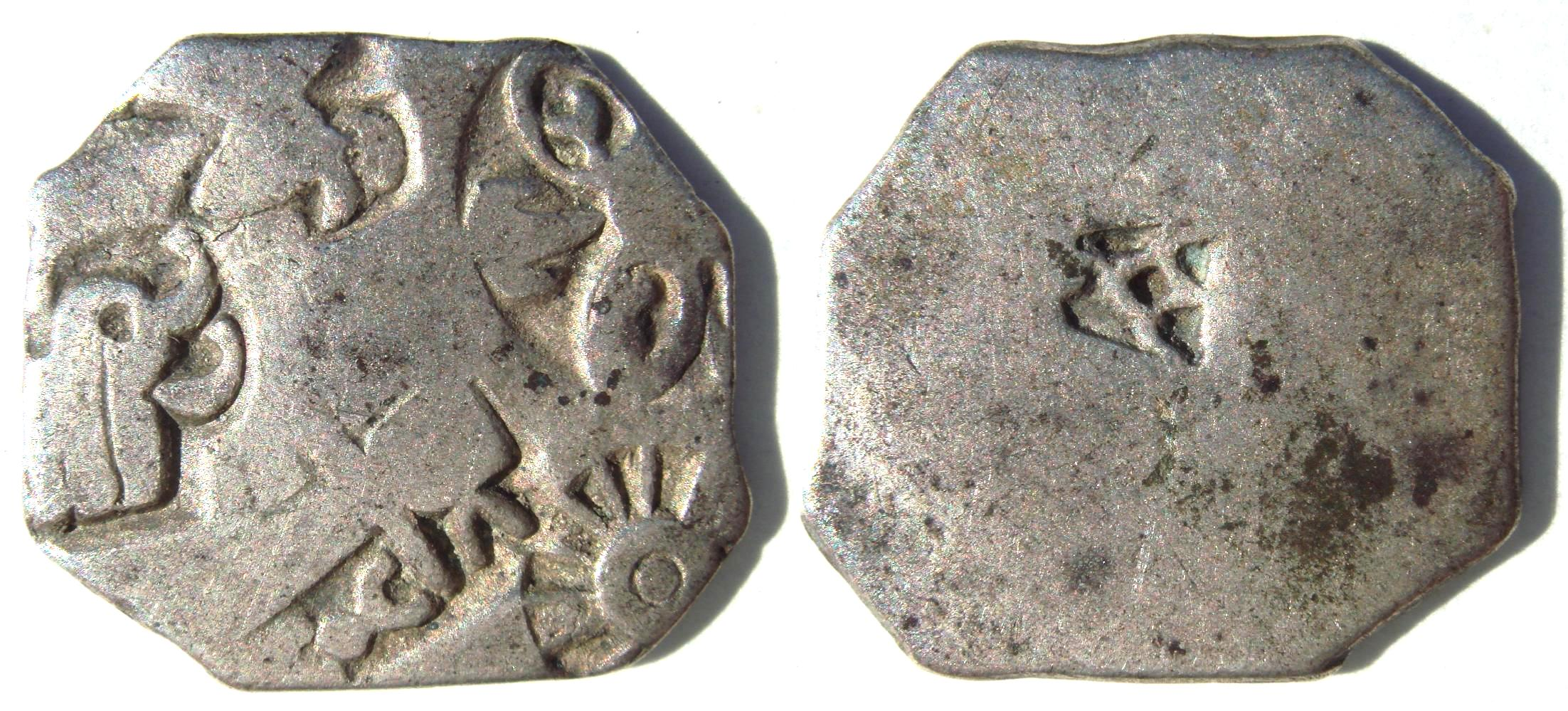
Silbermünze des Maurya-Reichs

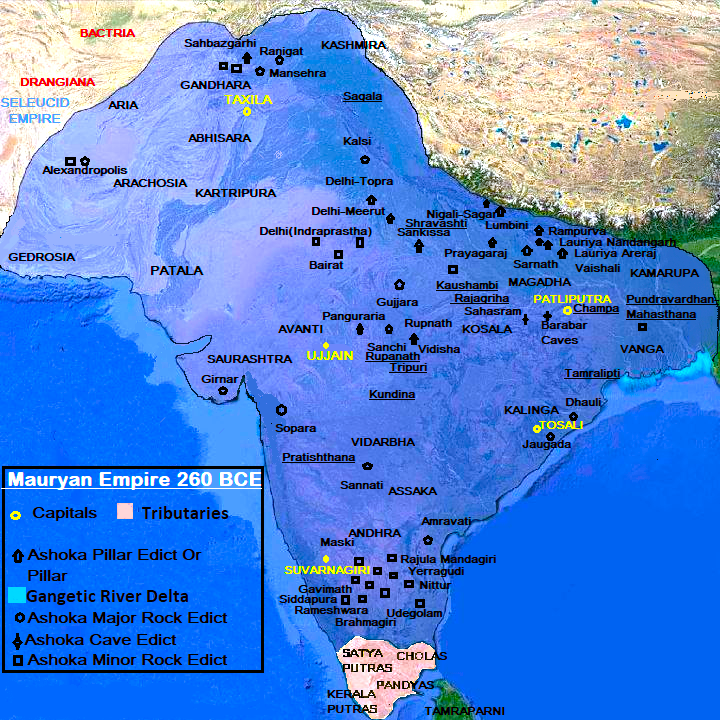
Die Ausdehnung des Maurya-Reiches, 260 v. Chr.

Die Maurya (Sanskrit मौर्य maurya) waren eine altindische Dynastie, im Zeitraum zwischen 320 und 185 v. Chr., deren Reich die Nachfolge des Nanda-Staates antrat. Gegründet um 320 v. Chr. von Chandragupta Maurya († um 297 v. Chr.), hatte das Reich seinen Ausgangspunkt in Magadha, was das indische Kernland von der Antike bis zum indischen Frühmittelalter darstellte. Besondere Bedeutung und seine größte Ausdehnung erreichte das Maurya-Reich unter Ashoka, der in seinem Reich und in den angrenzenden Ländern für die Ausbreitung des Buddhismus sorgte.

## Geschichte

### Chandragupta
Der Aufstieg des ersten Maurya-Herrschers, Chandragupta Maurya, begann einige Jahre nach dem Einfall Alexanders des Großen in Indien. Chandragupta kämpfte gegen die von Alexander dem Großen im Industal zurückgelassenen Garnisonen. Wann und unter welchen Umständen es ihm gelang, Pataliputra einzunehmen und den letzten Nanda-König zu stürzen, ist unbekannt. Um 320 v. Chr. scheint der Umsturz stattgefunden zu haben, mit dem Chandragupta die Herrschaft übernahm. Somit wurde das Nandareich, nach griechischen und indischen Quellen, wenige Jahre nach Alexanders Einfall in Indien von dem Mauryareich unter Chandragupta und seinem Mentor Kautilya abgelöst.
Bekannt ist Chandragupta auch durch einen Vertrag mit dem Alexandernachfolger Seleukos I. Nikator. In Indien schloss Seleukos 303 v. Chr. einen Frieden mit Chandragupta (griech. Sandrokottos), dem ersten Vertreter der Maurya-Dynastie in dieser Zeit, indem Seleukos auf einen Teil des Herrschaftsgebietes verzichtete und im Gegenzug 500 Kriegselefanten erhielt. Seleukos war im Hindukusch einmarschiert, um auch dort das Erbe Alexanders anzutreten. Chandragupta trat ihm im Punjab erfolgreich entgegen. Gegen den Austausch der Kriegselefanten erhielt Chandragupta 303 v. Chr. alle Gebiete östlich von Kabul (die antiken Regionen Gedrosien, Arachosien, Gandhara und Paropamisaden).
Seleukos schickte den Gesandten Megasthenes im Jahre 302 v. Chr. an den Hof Chandraguptas. Megasthenes verfasste einen umfangreichen Bericht über das indische Reich. So schildert er z. B. sieben Berufsgruppen, die im indischen Leben eine Rolle spielen. Er berichtet, dass der König Eigentümer allen Landes sei. Für die politische Organisation spielen Spione und Aufpasser eine große Rolle. Es entsteht der Eindruck eines straff organisierten Staates. Die Beobachtungen von Megasthenes beziehen sich jedoch primär auf die Hauptstadt und das unmittelbare Hinterland.

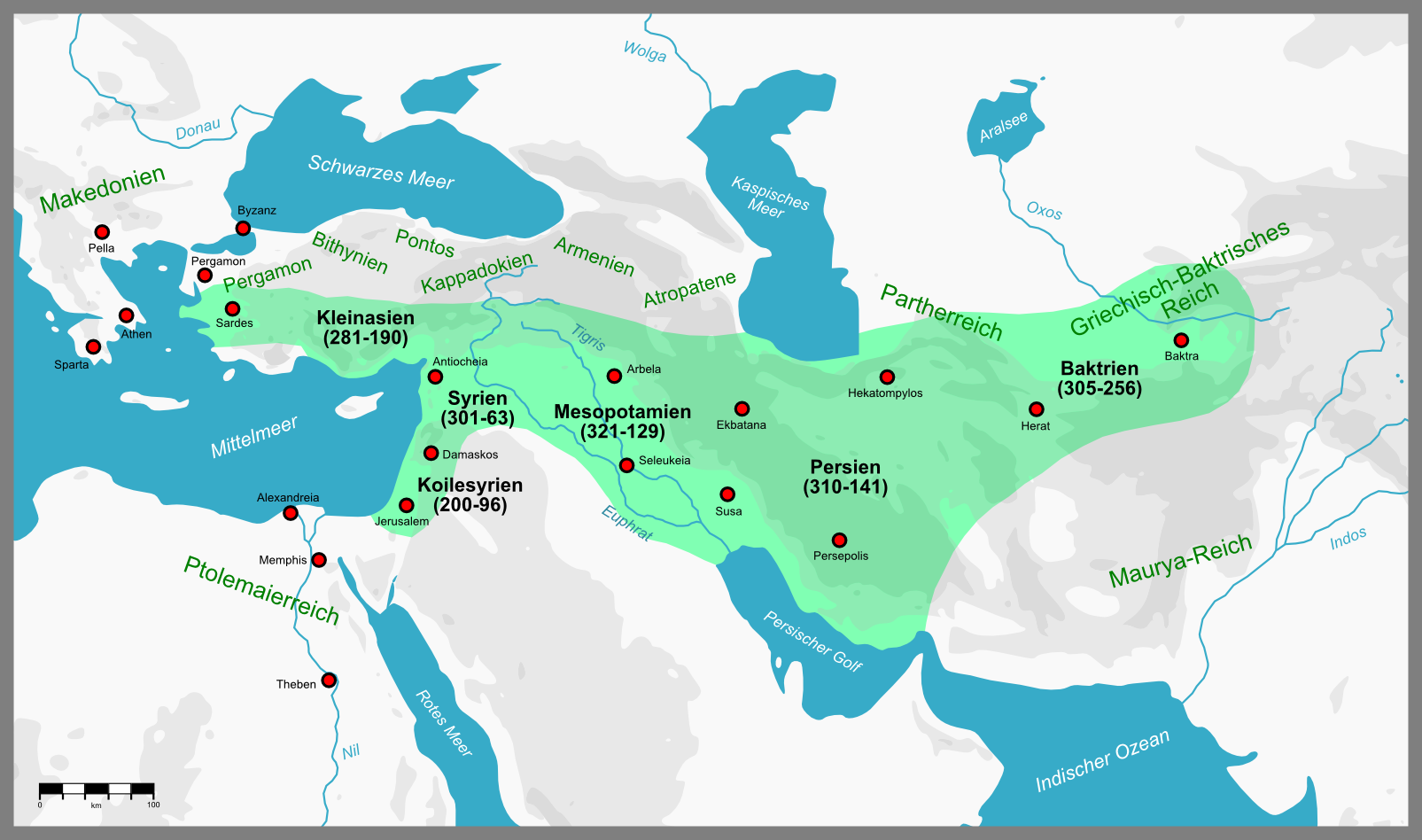
Im Nordwesten grenzte das Maurya-Reich an das griechisch geprägte Reich der Seleukiden. Die Zugehörigkeit der Satrapien wurde in der jeweils vorchristlichen Zeitrechnung angegeben.

In einem Atemzug mit der Politik Chandraguptas wird sein Minister Kautilya (oder Chanakya) genannt, der Autor des Arthashastras. Das Reich Chandraguptas scheint eine direkte Umsetzung der im Arthashastra geforderten politischen Maxime zu sein. Die von Megasthenes erwähnten Spione empfiehlt Kautilya auch im Arthashastra als Mittel der Politik.
Angeblich soll Chandragupta sich dem Jainismus zugewandt haben. Die jainistische Überlieferung erzählt, er habe sich in Karnataka zu Tode gefastet.

### Bindusara
Unter Chandraguptas Sohn Bindusara (um 297–268 v. Chr.) nahm die Reichserweiterung ihren Fortgang und fand mit der Eroberung des Königreichs Kalinga (Gebiet des heutigen Orissa) unter Kaiser Ashoka (268–232 v. Chr.) ihren Abschluss. An seinem Hof erschienen auch griechische Gesandte, so Daimachos im (3. Jahrhundert v. Chr.) und (eventuell) Dionysios, die wie Megasthenes heute verlorene Werke über Indien verfassten (Indika). Im Fall des Dionysios ist es allerdings unklar, bei welchem indischen Herrscher er als Gesandter fungierte; vielleicht handelte es sich auch um Ashoka.

### Ashoka

Die mögliche Einflusszone des Maurya-Reiches in seiner größten territorialen Ausdehnung zur Zeit Kaiser Ashokas 268 bis 232 v. Chr.

Samrat Ashoka, ein jüngerer Sohn Bindusaras, verdrängte in einem Staatsstreich mit Hilfe seines Ministers Radhagupta seine Brüder, und übernahm selbst die Macht. Unter diesem Kaiser entfaltete sich die Maurya-Dynastie zum größten Reich der indischen Antike, das den gesamten indischen Subkontinent bis in den äußersten Süden, und zudem Teile des heutigen Pakistans und Afghanistans umfasste. Allerdings schließt man aus dem Fehlen von Inschriften im Dekhan auf regionale Schwachpunkte im Machtgefüge.
Unter Ashoka erreichte das Maurya-Reich seine größte Ausdehnung. Die Fläche wird auf etwa 5.000.000 km² geschätzt und die Einwohnerzahl auf etwa 50–60 Millionen, was es zu einem der bevölkerungsreichsten Reiche der Antike macht.
Der Kaiser – nach der extrem blutigen Eroberung von Kalinga in eine tiefe Krise geraten – konvertierte zum Buddhismus und gestaltete seine Politik fortan nach den Prinzipien der Lehre Buddhas, in der Friedfertigkeit und Toleranz die obersten Leitziele darstellen. Er schuf damit das erste aus der Geschichte bekannte Staatswesen, in dem Gewaltverzicht und soziale Wohlfahrt die tragenden Säulen einer gerechten Politik darstellen.
Das Reich endete mit der Entmachtung des letzten Maurya von Magadha, Ashokas Enkel Brihadratha, durch seinen General Pushyamitra 185 v. Chr. Dieser begründete auf den „Ruinen“ des Maurya-Reiches die Shunga-Dynastie, über die jedoch, trotz einer 112-jährigen Herrschaftszeit, aufgrund von Quellenarmut sehr wenig bekannt ist.

### Maurya-Herrscher
- Chandragupta Maurya (321/320–ca. 297 v. Chr.)
- Bindusara (297–268 v. Chr.)
- Ashoka (268–232 v. Chr.)
- Kunala und Dasaratha (232–224 v. Chr.)
- Samprati (224–215 v. Chr.)
- Salisuka (215–202 v. Chr.)
- Devadharama (Devadharman) (202–195 v. Chr.)
- Satadhanvan (Satamdhanu) (195–187 v. Chr.)
- Brihadratha (187–185 v. Chr.)

## Staat, Gesellschaft und Wirtschaft
Megasthenes, einem Gesandten des Seleukos am Hof des Chandraguptas, verdankt die historische Forschung einen der ausführlichsten Berichte über den Aufbau der Gesellschaft im Maurya-Reich während der Herrschaft Chandraguptas um 300 v. Chr. Auch wenn der Originaltext nicht überliefert ist, so gibt es doch lange Passagen seines Textes, die von mehreren klassischen Autoren zitiert werden.
Megasthenes beschreibt in seinem Bericht über das indische Maurya-Reich sieben Stände oder Berufsgruppen: Philosophen (vermutlich die Brahmanen), Bauern (der zahlenmäßig größte Stand), Hirten, Kunsthandwerker, Krieger, die „Aufpasser“ (Spione, die dem König über die Vorgänge im Reich Bericht erstatten) und schließlich die Ratgeber und Beisitzer des Königs (wozu auch Angehörige der Gerichtshöfe und Verwaltung gezählt werden). Bemerkenswert an Megasthenes Bericht ist die Aussage, dass alles Land dem König gehöre. So müssen die Bauern dem König einen Pachtzins für ihr Land sowie ein Viertel ihres Ertrags an die Staatskasse zahlen. Die Kunsthandwerker wiederum erhalten Getreide aus dem königlichen Speicher, während den Kriegern die Ernährung der Kriegspferde und -elefanten bezahlt wird. Außerdem ist für die Forschung plausibel, dass Spione und Aufpasser als Herrschaftsinstrumente eingesetzt wurden.
Eine weitere wichtige Quelle über das öffentliche Leben und die Wirtschaft des Maurya-Reiches ist das Staatslehrbuch Arthashastra von Kautilya, ein Mitstreiter Chandraguptas. Weil die heutige Forschung es eher für wahrscheinlich betrachtet, dass Kautilya in dem Arthashastra seine eigenen Vorstellungen und Erfahrungen zum politischen Handeln lehrbuchartig darstellt als ein exaktes Abbild des Maurya-Staates, ist das Arthashastra als Quelle zu Politik und Gesellschaft des Maurya-Reichs nur begrenzt von Wert. Dennoch kann aus dem Werk vermutlich geschlossen werden, dass das Maurya-Reich ein effizient organisierter, zentral regierter Staat war, in dem Landwirtschaft, Bergbau, Handel und Handwerk eine wirtschaftlich große Rolle spielten. Durch das Werk des Kautilya wird noch einmal bestätigt, dass die Maurya-Könige Spione zur Machtstabilisierung einsetzen.
Aus der Herrschaftszeit von Ashoka sind eine Vielzahl von in Fels gehauene Ankündigungen, Anordnungen und Edikte überliefert (sog. Ashoka-Edikte). Aus den bis heute erhaltenen Felsinschriften kann die Geschichtsforschung Rückschlüsse auf Ashokas Politik und die staatliche Entwicklung des frühen Indiens ziehen. So geht aus den Inschriften hervor, dass das Reich unter Ashoka in fünf große Bereiche oder Provinzen eingeteilt war, mit Magadha und seiner Reichshauptstadt Pataliputra als Kerngebiet. Dieses Kerngebiet unterstand der direkten Herrschaft der Mauryas. Außerdhalb dieses Kerngebietes gab es vier Großprovinzen, über die weitere Herrscher als Vizekönige oder Gouverneure regierten, und in Taxila im Nordwesten, in Kalinga im Osten, im Westen in Ujjain und im Süden in Suvarnagiri bei Kurnool. Diese Großprovinzen waren wiederum in Unterprovinzen oder Großdistrikte unterteilt, die von Distriktbeamten verwaltet wurden.

## Religion

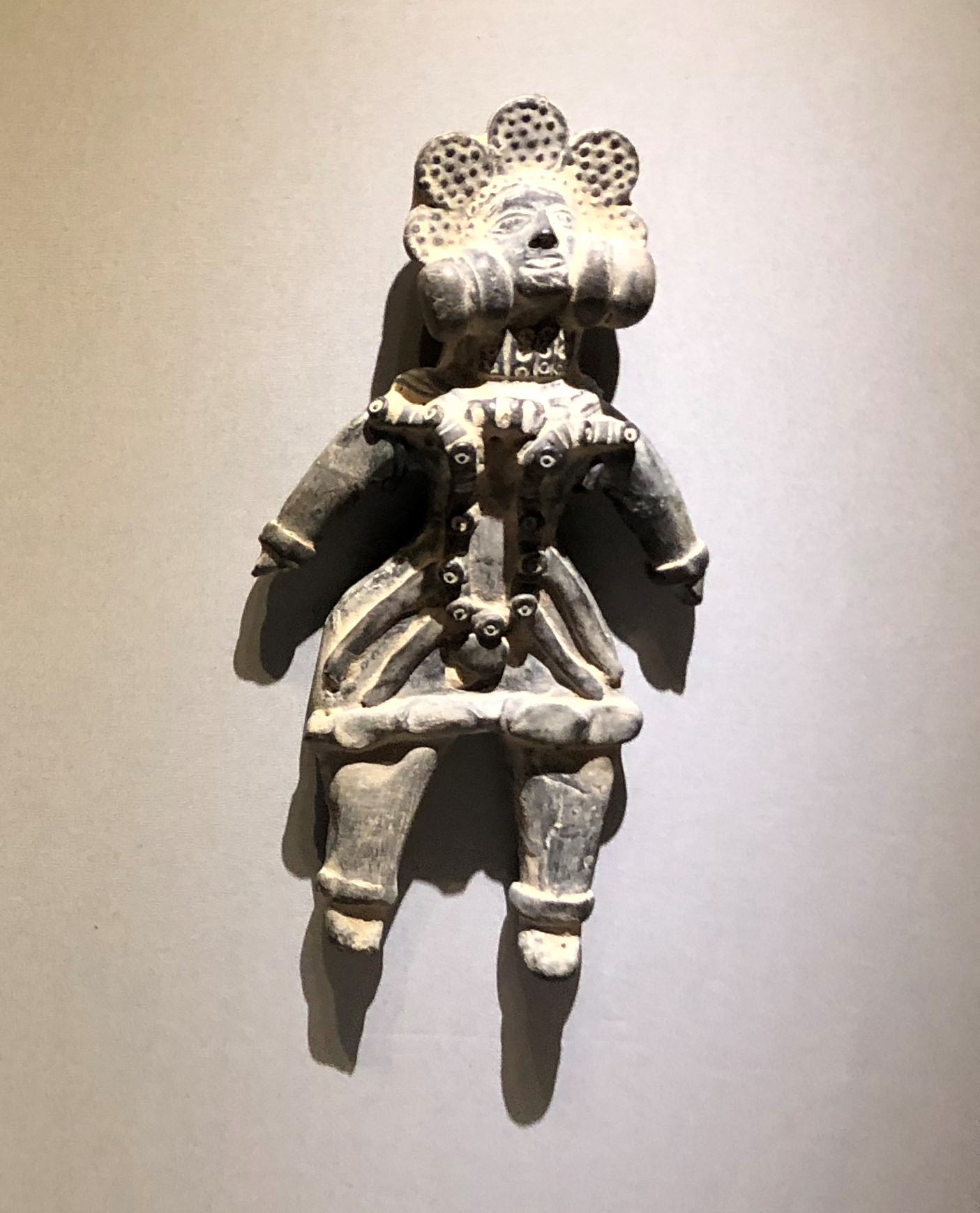
Muttergottheit in Terrakotta aus der Maurya-Zeit um 200 v. Chr., Ausstellungsstück im Asian Civilisations Museum, Singapore

Im Norden Indiens, dem Kerngebiet des Maurya-Reiches, hatte sich die vedische Religion ausgebreitet (die später, nach dem Untergang des Maurya-Reiches, in den Hinduismus überging). Historiker gehen davon aus, dass die vedischen Götter zur Zeit der Maurya schon an Bedeutung verloren haben. Durch den Bericht des griechischen Diplomaten Megasthenes vom Hof des Chandragupta weiß man, dass es Kulte um Götter wie Shiva und Krishna gab, die jedoch schließlich von den Brahmanen in die vedische Götterwelt eingebunden wurden. Daneben verehrte die Landbevölkerung eine Vielzahl von anderen Göttern, Geistern und Dämonen, etwa die Muttergöttin, Schlangengötter und -göttinnen (naga und nagini), Dämonen, Erdkräfte und Baumgeister.
Ab dem 5. Jahrhundert v. Chr., der Zeit der Städteentwicklung, ermöglichte ein zunehmender Wohlstand und gesellschaftlicher Wandel mehr Individualismus, auch in religiösen Fragen. So entstanden neue, zunächst mönchisch geprägte Religionsformen, wie der Jainismus und der Buddhismus, die von einer wohlhabenden städtischen Elite unterstützt werden konnten. Von Chandragupta, dem ersten Maurya-Herrscher, ist überliefert, dass er sich dem Jainismus zuwandte.
Religionsgeschichtlich bedeutender ist das Interesse Ashokas, seines Nachfahren, am Buddhismus. Ashoka wurde ein Förderer des Buddhismus, durch dessen Missionstätigkeit sich der Buddhismus nicht nur im Kernreich der Maurya ausbreitete, sondern auch in Südostindien und Sri Lanka (durch Ashokas Bruder oder Sohn Mahinda) sowie in Nordwestindien. Diese Missionsaktivitäten waren grundlegend dafür, dass sich der Buddhismus später, auch nach dem Ende des Maurya-Reichs, von Südostindien und Sri Lanka aus nach Südostasien ausbreitete und von Nordwestindien weiter nach Zentralasien und bis in das Kaiserreich China. Zur Bekanntmachung der neuen Ethik des Buddhismus verwandte sich Ashoka unter anderem eine Praxis, die bereits in Persien bekannt war: Edikte, die in Felsen und Siegessäulen eingehauen und so in verschiedenen Landesteilen seines Reiches verbreitet wurden.

## Kunst und Kultur

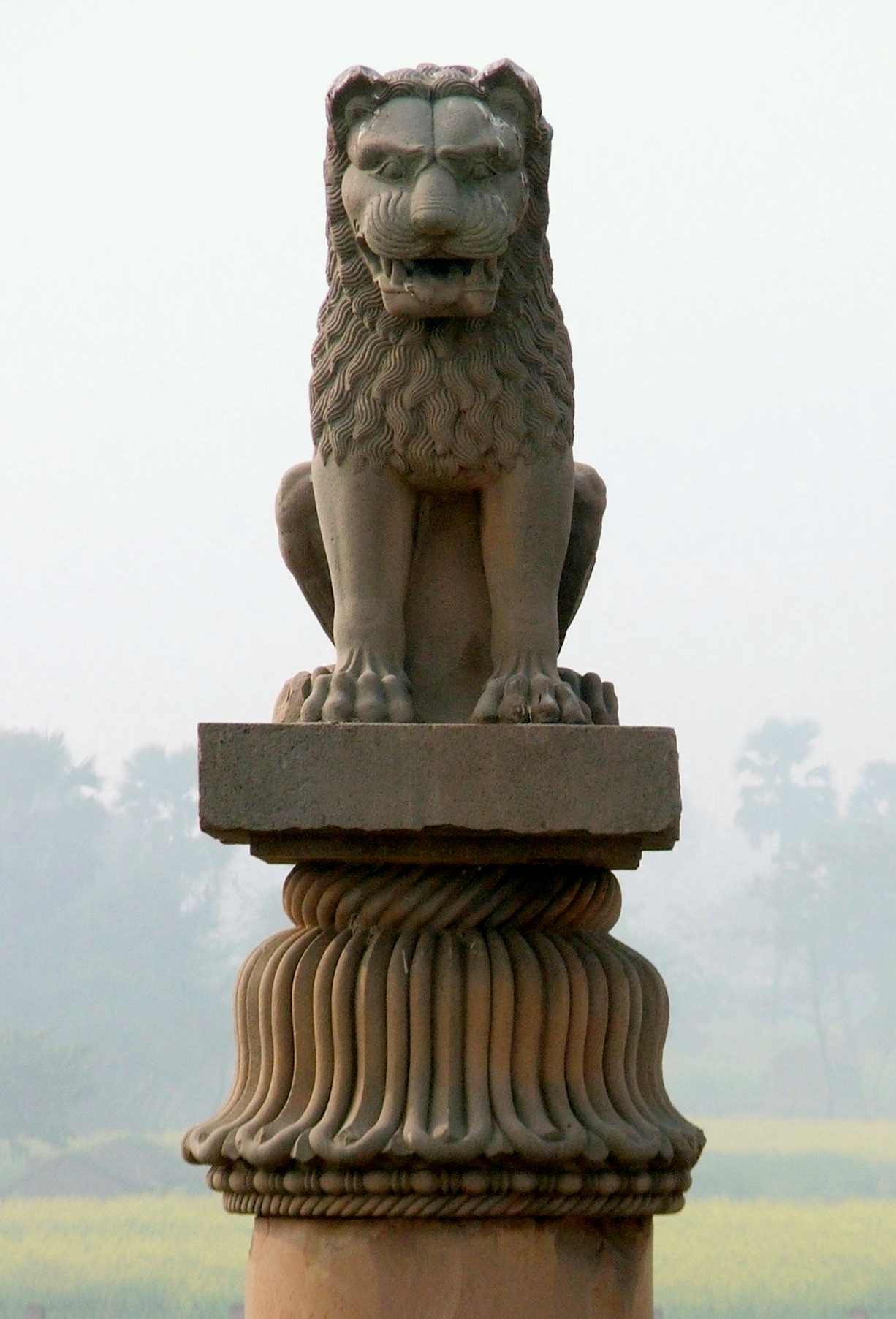
Löwensäule des Ashoka in Vaishali, Bihar

Bedeutende kunsthistorische Hinterlassenschaften aus der Maurya-Zeit sind vor allem die Siegessäulen der Maurya. Sie sind zwar persisch beeinflusst, haben aber einen eigenen Stil durch den glänzend polierten Schaft, das Fehlen einer Basis und den umgestülpten Lotuskelch als Kapitell. Besonders bekannt ist die Ashoka-Säule, die durch Löwen gekrönt wird, heute das Wappen des Staates Indien. Neben Löwen trugen eine Reihe von Ashoka-Säulen auch das „Rad der Lehre“ (dharmachakra) an der Spitze.
Unter Ashoka entwickelte sich auch eine Bautätigkeit, so ließ er Unterkünfte für buddhistische Mönche in Felsenhöhlen anlegen oder einfache Klöster (viharas) aus Ziegeln erbauen. Unter Ashoka wurden auch eine Vielzahl von Stupas errichtet, buddhistische Bauwerke, die Buddha selbst und seine Lehre symbolisieren sollten. Vorläufer der Stupas unter Ashoka waren kreisförmig aufgeschüttete Grabhügel, die ursprünglich der Bestattung von Herrschern dienten. In späteren Stupas bewahrte man die Asche Buddhas auf. Stupas wurden so rituelle Zentren der Buddhaverehrung.